# Studio One
«Studio One» — цифрова звукова робоча станція, що використовується для створення, запису, мікшування і майстерингу музики та інших аудіофайлів. Розроблений «PreSonus» для macOS та Windows.

## Історія

### Ранній розвиток
Спочатку «Studio One» розроблялася під кодовою назвою K2 як наступник «KRISTAL Audio Engine». Альфа-розробка програми почалася ще у 2004 році, а 2006 року продовжилася у співпраці компаній PreSonus та німецької KristalLabs Software, засновниками якої є співробітники «Steinberg» Вольфганг Кундрус і Маттіас Юван. Кандрас один із розробників першої версії програми «Cubase» та створив алгоритми до першої версії «Nuendo». Юван автор оригінальної «KRISTAL Audio Engine», писав специфікації для третьої версії стандартних VST-плагінів, а також працював із кількома продуктами «Steinberg», включаючи такі програми як «Cubase», «Nuendo» та «HALion».
2009 року «KristalLabs» став частиною «PreSonus», і колишній логотип «KristalLabs» використали як основний логотипу для «Studio One».
1 квітня 2009 року було анонсовано першу версію «Studio One» на міжнародному ярмарку «Musikmesse», а випуск відбувся 27 вересня 2009 року.

### Наступні версії
17 жовтня 2011 року було анонсовано другу версію «Studio One» та випущено 31 жовтня 2011 року. Дана версія мала ряд удосконалень, включаючи інтеграцію з «Celemony Melodyne», виявлення імпульсних сигналів (transient), квантизація, груповий канал (folder track), одночасне редагування багатьох MIDI-доріжок, оновлений браузер, і нові плагіни.
Інтеграція студійної другої версії з «Melodyne» була досягнута за допомогою нового плагина розширення, відомого як «Audio Random Access» (ARA). Це розширення було розроблене співпрацею «PreSonus» з «Celemony» та дозволяє аудіо-плагіну з'явиться як невід'ємна частина програми.
Третя версія була випущена 20 травня 2015 року. Серед нових можливостей цієї версії — аранжувальний трек (arranger track), чернетка для ідейних експериментів, можливість об'єднувати різні ефекти та інструменти, MIDI-ефекти, нові плагіни, і можливість використовувати криві в автоматизації.
22 травня 2018 року була анонсована четверта версія в прямій трансляції на Ютуб та випущена у той же день. Версія програми отримала такі нові можливості як акордування треків (зі знаходженням акорду, транспозицією та опціями заміни акордів), спеціальний інтерфейс для редагування барабанів, розширену драм-машина і збірник плагінів,функції імпорту та експорту AAF-формату (для обміну даними з іншими подібними програмами), і підтримку другої версії ARA-плагіну.

## Випуски
«Studio One» доступна в трьох випусках, кожен із яких відрізняється вартістю ліцензії (при наявності) і набором функцій:
|                                   | Studio One Prime | Studio One Artist                              | Studio One Professional |
| --------------------------------- | ---------------- | ---------------------------------------------- | ----------------------- |
| Ліцензія                          | вільна           | покупка / вільна з обладнаннями від «PreSonus» | покупка                 |
| Обробка аудіо                     | 32-біт           | 32-біт                                         | 64-біт                  |
| Рідні плагіни                     | 10               | 35                                             | 45                      |
| Вхідна/вихідна підтримка          | 2/2              | безліміт                                       | безліміт                |
| Максимальна кількість доріжок/шин | безліміт         | безліміт                                       | безліміт                |
| Інтеграція з «Celemony Melodyne»  | немає            | тріал-версія                                   | так                     |
| Підтримка VST/VST2/VST3-плагінів  | ні               | доступно для Add-Ons                           | так                     |
| Підтримка Audio Unit-плагінів     | ні               | доступно для Add-Ons                           | так                     |
| Підтримка ReWire-плагінів         | ні               | доступно для Add-Ons                           | так                     |
| Віддалена підтримка «Studio One»  | ні               | доступно Add-Ons                               | так                     |
| Експорт FLAC/MP3                  | ні               | доступно для Add-Ons                           | так                     |
| ЕкспортWAV/AIFF                   | так              | так                                            | так                     |
| Виявлення аудіосигналу            | ні               | так                                            | так                     |
| Експорт/імпорт SoundCloud         | ні               | так                                            | так                     |
| Підтримка макрокоманд             | ні               | так                                            | так                     |
| Підтримка Notion                  | ні               | так                                            | так                     |
| Підтримка відеодоріжок            | ні               | ні                                             | так                     |

### Особливості
Крім основного функціоналу звичайних DAW-програм, включає також:
- Мультитач-інтерфейс із функцією перетягування та підтримкою декількох дисплеїв, включаючи HDPI.
- Інтерфейс проектів, який містить інструменти для мастерингу, управління метаданими, експорт декількох пісень, включаючи створення компакт-дисків Red Book Standard та образів диску (лише у версії Professional).[30]
- Функції розтягування звуку в реальному часі.[31]
- Мульти-автоматизовані шаблони для треків та плагінів, включаючи прямі лінії, експоненціальні та параболічні криві, квадратні хвилі, трикутні хвилі, синусоїди тощо.[32]
- Підтримка ARA/ARA2[en] розширень для аудіоплагінів.
- Акордовий трек (chord track), з автоматичним розпізнаванням акордів з аудіо чи MIDI-треків, та можливістю їх транспонування або заміщення (лише версії Professional).
- Аранжувальний трек (arranger track) для навігації поміж частинами пісні та зміни їх аранжування функцією перетягування
- Електронна чернетка, щоб користувачі могли експериментувати з різними макетами пісень, не редагуючи оригінальну пісню (лише у версії Professional).
- Функція скасування дій у процесі мікшування, у тому числі для плагінів, віртуальних інструментів, ефектів та іншого.[33]
- Створювати послідовності віртуальних інструментів та/чи ефектів (лише у версії Professional).
- MIDI-ефекти, такі як арпеджіатор та генератор акордів.
- Окремий інтерфейс для редагування запрограмованих ударних установок, включаючи налагоджувальні імена елементів набору для кожної ноти.
- Ефекти Mix Engines: плагіни, що можуть бути використані для видозміни, байпасу, заміни стандартного процесу мікшування для певної шини чи каналу (лише у версії Professional).[34]
- Підтримка клавіатурних скорочень, що використовуються в інших програмах, таких як Pro Tools, Logic Pro, Cubase, Sonar.[35]

### Доповнення
У січні 2014 року разом з версією 2.6.2 вийшли, які також можна придбати в онлайн-магазині PreSonus, та дещо розширюють можливості плагінів, віртуальних інструментів, ефектів тощо.
Крім цього, налаштуваннями Studio One Artist можна додати інші функції, що доступні у версії Professional, включаючи підтримку також доступні для розширення майстерні одного художника, щоб включати в себе інші функціональні можливості професійної версії, включаючи підтримку VST/AU/ReWire-плагінів, MP3, Studio One Remote.

### Studio One Remote
У 2015 році разом з версією 3 був впроваджений Studio One Remote, що є мобільним додатком для бездротового керування Studio One з мобільних пристроїв, що підключений до тієї ж мережі. Спочатку був випущений лише для IPad, а пізніше, у червні 2017 року, для планшетних пристроїв на базі Android.
За допомогою Remote можна керувати:
- панеллю мікшування ;
- панеллю переміщення та лінійкою часової шкали;
- панеллю макрокомандами треків;
- параметрами плагінів;
- аранжувальником.

Studio One Remote використовує власний UCNET-протокол, який використовується для підключення до мережі і віддаленого управління через декілька продуктів PreSonus.

### Studio One Exchange
Studio One Exchange (раніше відома як PreSonus Exchange) — сервіс, що дозволяє зареєстрованим користувачам Studio One обмінюватися плагінами, пресетами, MIDI-файли та інші ресурси безпосередньо в додатку. Studio One Browser дозволяє користувачам переглядати, завантажувати і переглянути товари, завантажені на цей сервіс іншими користувачами, а також завантажувати свої власні.

## Версії
| Рік  | Дата         | Версія   | Примітки |
| 2009 | версія 1     | версія 1 | версія 1 |
| ---- | ------------ | -------- | --- |
| 2009 | 27 вересня   | 1.0.0    | Первісна версія |
| 2009 | 15 жовтня    | 1.0.1    | Поліпшення функціональності та виправлення помилок |
| 2009 | 02 грудня    | 1.0.2    | Поліпшення функціональності та виправлення помилок |
| 2010 | 28 квітня    | 1.5.0    | Підтримка QuickTime-відео, REX2-файлів; поліпшення функцій переміщення, автоматизації; інтеграція з SoundCloud; динамічне стиснення часу; покращення MIDI                                                                                         |
| 2010 | 23 червня    | 1.5.1    | Зміщення запису MIDI |
| 2010 | 2 серпня     | 1.5.2    | Виправлення помилок |
| 2010 | 28 вересня   | 1.6.0    | Безкінечні вкладені шини, підтримка Mackie HUI, VST 3.1 |
| 2010 | 18 листопада | 1.6.1    | Поліпшення функціональності та виправлення помилок |
| 2011 | 3 січня      | 1.6.2    | Поліпшення функціональності та виправлення помилок |
| 2011 | 30 січня     | 1.6.3    | Поліпшення функціональності та виправлення помилок |
| 2011 | 9 березня    | 1.6.4    | Поліпшення функціональності та виправлення помилок |
| 2011 | 26 липня     | 1.6.5    | Поліпшення функціональності та виправлення помилок |
| 2011 | версія 2     |          | |
| 2011 | 31 жовтня    | 2.0.0    | підтримка ARA, інтеграція з Melodyne, виявлення та квантування перехідних процесів, виявлення грувів, мультитрекова компіляція, каталоги треків, мультитрекове редагування MIDI, нові плагіни, оновлений браузер                                  |
| 2011 | 31 жовтня    | 2.0.2    | Виправлення помилок |
| 2011 | 13 грудня    | 2.0.3    | Поліпшення функціональності та виправлення помилок |
| 2012 | 18 січня     | 2.0.4    | Інтеграція з PreSonus Exchange |
| 2012 | 11 квітня    | 2.0.5    | Можливість призначити повідомлення MIDI CC будь-якій команді, оновлені плагіни Ampire XT, маркер зупинки відтворення, панель макрокоманд |
| 2012 | 12 червня    | 2.0.6    | Поліпшення функціональності та виправлення помилок |
| 2012 | 12 вересня   | 2.0.7    | Поліпшення функціональності та виправлення помилок |
| 2012 | 2 грудня     | 2.5.0    | Поліпшення компоновки, редагування каталогів треків, покращення видозмінювання треків та автоматизації, оновлення плагінів Ampire XT та експорту аудіо, можливість перезаписувати з шин                                                           |
| 2013 | 25 лютого    | 2.5.1    | Можливість приглушувати треки в Stem Exports, циклічний режим для плагінів Sample One |
| 2013 | 23 травня    | 2.5.2    | Виправлення помилок |
| 2013 | 29 серпня    | 2.6.0    | Інтеграція з серією мікшерів StudioLive AI, з Nimbit, оновлення стартової сторінки та MIDI-рушія, плагіни Fat Channel, відображення часу для CD та відносна позиція пісня на сторінці Project                                                     |
| 2013 | 30 жовтня    | 2.6.1    | Виправлення помилок |
| 2014 | 28 січня     | 2.6.2    | Підтримка додатків |
| 2014 | 15 липня     | 2.6.3    | Можливість переміщення аудіо до сторонніх плагінів, підтримка CAF-файлів, можливість перетягувати фрагменти до сітки квантилізації |
| 2014 | 5 листопада  | 2.6.4    | Збільшений буфер запису, 64-бітна обробка за замовчуванням для MacOS, стереорежим для плагіну Fat Channel |
| 2014 | 8 грудня     | 2.6.5    | Підтримка нового SoundCloud API |
| 2015 | версія 3     | версія 3 | версія 3 |
| 2015 | 20 травня    | 3.0.0    | Аранжировщик, записник, оновлений браузер, послідовності для ефектів та віртуальних інструментів, ефекти для MIDI-нотатків, панель макрокоманд, нові плагіни, автоматизація кривих, Studio One Remote                                             |
| 2015 | 26 червня    | 3.0.1    | Оновлення керівництва, розширення мультитачу |
| 2015 | 5 серпня     | 3.0.2    | Випуск Studio One Prime |
| 2015 | 6 жовтня     | 3.1.0    | Інтеграція з інтерфейсами Studio 192, колоризація можливостей панелі треків |
| 2015 | 16 грудня    | 3.1.1    | Підключення контекстного меню пошуку, можливість фільтрації прихованих плагінів з пошуку, розширений список вихідних каналів інструментів |
| 2016 | 25 лютого    | 3.2.0    | Ефекти Mix Effects, фейдери VCA |
| 2016 | 31 березня   | 3.2.1    | Прохідний режим для ефектів Mix Effects, відображення та приховування цілей VCA |
| 2016 | 19 травня    | 3.2.2    | Поліпшення функціональності та виправлення помилок |
| 2016 | 10 червня    | 3.2.3    | Поліпшення функціональності та виправлення помилок |
| 2016 | 25 серпня    | 3.3.0    | Можливість відключення треків, інструментів, плагінів; покращено мультитрекове редагування ударних установок та MIDI-редагування, одноклікові параметри для включення та відключення глобальних ефектів, інтеграція з Notion 6, новий рушій відео |
| 2016 | 6 вересня    | 3.3.1    | Поліпшення функціональності та виправлення помилок |
| 2016 | 29 листопада | 3.3.2    | Інтеграція з FaderPort 8, можливість копіювати автоматику за допомогою копіювання-вставка події, можливість доступу до програмного забезпечення клавіатури QWERTY за допомогою клавіші Caps Lock                                                  |
| 2016 | 19 грудень   | 3.3.3    | Виправлення помилок |
| 2017 | 21 лютий     | 3.3.4    | Поліпшення функціональності та виправлення помилок |
| 2017 | 23 травень   | 3.5.0    | Повний мікшер та плагіни для відміни, власний моніторинг із короткою затримкою, оновлено багатопроцесорна обробку CPU, плагін Fat Channel XT, незалежні трекові маркери для сторінки Проекту                                                      |
| 2017 | 27 червень   | 3.5.1    | зменшена латентість віртуальних інструментів, оновлене процесорне балансування, швидке збільшення, примітки мікшера |
| 2017 | 26 вересень  | 3.5.2    | Аранжировщик для версії Prime & Artist, оновлено інформаційне вікно пісні, «чорний лист» для несумісних VST3-плагінів |
| 2017 | 28 листопада | 3.5.3    | Підтримка FaderPort 16 |
| 2017 | 04 December  | 3.5.4    | Виправлення помилок |
| 2018 | 30 січня     | 3.5.5    | Налаштування Cakewalk Sonar |
| 2018 | 27 березня   | 3.5.6    | Підтримка PreSonus Studio 1810 & 1824 та дистанційна підтримка PreSonus StudioLive III DAW, мікроналаштування для перейменування каналів |
| 2018 | версія 4     |          | |
| 2018 | 22 травня    | 4.0.0    | |